# Natività (Campion)
La Natività è un dipinto del pittore fiammingo Robert Campin realizzato nel 1420-1425 e conservato nel Museo delle belle arti di Digione in Francia.